# Schizothecium vratislaviensis
Schizothecium vratislaviensis är en svampart som tillhör divisionen sporsäcksvampar, och som först beskrevs av Alf. Schmidt, och fick sitt nu gällande namn av Doveri och Coué. Schizothecium vratislaviensis ingår i släktet Schizothecium, och familjen Lasiosphaeriaceae. Arten är reproducerande i Sverige.